# برنارتیتسه ناد اودروو
برنارتیتسه ناد اودروو (به چکی: Bernartice nad Odrou) یک منطقهٔ مسکونی در جمهوری چک است که در ناحیه نووی ییتشین واقع شده‌است.